# روولینگ هیل (کنتاکی)
روولینگ هیل (به انگلیسی: Rolling Hills) شهری در ایالت کنتاکی کشور ایالات متحده آمریکا است که جمعیت آن در سرشماری سال ۲۰۱۰ میلادی، ۹۵۹ نفر بوده‌است.